# Levent Ayçiçek
Levent Ayçiçek (* 14. Februar 1994 in Nienburg) ist ein deutschtürkischer Fußballspieler. Der Mittelfeldspieler steht seit 2021 beim türkischen Zweitligisten Bandirmaspor unter Vertrag.

## Kindheit
Ayçiçek kam 1994 als Sohn einer deutschen Mutter und eines türkischen Vaters im niedersächsischen Nienburg zur Welt. Er hat einen älteren Bruder namens Deniz (* 1990), der ebenfalls Fußballspieler ist und zeitweise beim MSV Duisburg spielte, und eine ältere Schwester.

## Karriere

### Im Verein

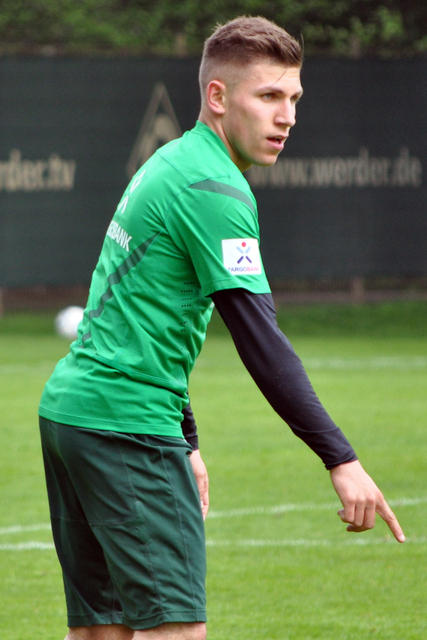
Ayçiçek im Mai 2012

Gemeinsam mit seinem Bruder Deniz hatte Levent das Fußballspielen beim RSV Rehburg erlernt, bevor beide in die Jugendabteilung von Hannover 96 wechselten. Während Deniz noch bis 2013 für die Niedersachsen spielte, zog es Levent 2008 zu Werder Bremen. Hier durchlief der technisch beschlagene, 1,69 m kleine Spielmacher die Jugendmannschaften. In der Saison 2010/11, als er in der U17-Mannschaft der Werderaner spielte, erzielte er in 25 Spielen zwölf Tore. Am 24. September 2011 erlitt er im Heimspiel der U19-Mannschaft von Werder gegen die U19 des 1. FC Union Berlin einen Kreuzbandriss, der ihn für sieben Monate außer Gefecht setzte. Im Februar 2013 stieg er wieder ins Mannschaftstraining ein.
Zur Saison 2012/13 unterschrieb der Offensivspieler einen Profivertrag bei Werder Bremen. Am 14. September 2013 (5. Spieltag der Saison 2013/14) stand Ayçiçek im Heimspiel gegen Eintracht Frankfurt das erste Mal im Bundesliga-Kader von Werder Bremen. Vier weitere Berufungen in den Profikader folgten, ohne dass er zum Einsatz kam. Parallel dazu spielte der Mittelfeldspieler in Werders U23-Mannschaft der Hanseaten. Am 8. Februar 2014 (20. Spieltag) bestritt er seinen ersten Einsatz für die Profimannschaft von Werder Bremen, als er bei der 1:5-Heimniederlage gegen Borussia Dortmund in der 79. Minute für Aaron Hunt ins Spiel gebracht wurde und zehn Minuten später das Ehrentor für seine Mannschaft erzielte. Zum ersten Mal in der Startelf der ersten Mannschaft stand er am 28. Oktober 2014 beim DFB-Pokalspiel gegen den Chemnitzer FC. Im März 2015 einigte er sich mit Werder auf eine Vertragsverlängerung bis zum 30. Juni 2018. In der 2. Mannschaft trug er zum Aufstieg in der Saison 2014/15 bei.
Zur Rückrunde der Spielzeit 2015/16 wurde Ayçiçek an den Zweitligisten TSV 1860 München verliehen. Nach Saisonende wurde die Leihe auf die Saison 2016/17 ausgedehnt. In eineinhalb Jahren kam Ayçiçek auf 37 Zweitligaeinsätze, in denen er sechs Tore erzielte sowie zu zwei Einsätzen in der Relegation, in der 1860 gegen den SSV Jahn Regensburg aus der 2. Bundesliga abstieg.
Im Sommer 2017 kehrte Ayçiçek nach Bremen zurück und wurde in den Kader der zweiten Mannschaft integriert. Nachdem er in sechs Einsätzen zwei Tore erzielt hatte, ein Doppelpack  beim 3:0-Sieg gegen die SpVgg Unterhaching am ersten Spieltag, wechselte er am letzten Tag der Transferperiode in die 2. Bundesliga zur SpVgg Greuther Fürth.
In der Zweitligasaison 2018/19 kam Ayçiçek weder in der Liga noch im DFB-Pokal zum Einsatz, auch das Wintertrainingslager absolvierte er nicht mehr mit der Mannschaft. Im Januar 2019 ging er in die Türkei zum Zweitligisten Adana Demirspor. Dort konnte er sich nicht durchsetzen und wurde für die Saison 2020/21 an den Ligarivalen Istanbulspor verliehen. 2021 wechselte Ayçiçek innerhalb der zweiten türkischen Liga zu Bandirmaspor, sein aktueller Vertrag läuft bis 2025.

### Nationalmannschaft
Ayçiçek bestritt Junioren-Nationalspiele für die deutschen U15-, U16- und U17-Auswahlen. 2013 spielte er einmal für die U20-Nationalmannschaft.

## Sonstiges
Von Juli 2011 bis Juli 2014 absolvierte Ayçiçek eine Ausbildung zum Sport- und Fitnesskaufmann bei Werder Bremen.

## Erfolge
- 2011 U-17-Vize-Europameister
- 2011 Deutscher Vizemeister der B-Junioren
- 2011 Bronzemedaille bei der U-17-Weltmeisterschaft